# Andalucia Tennis Experience
Andalucia Tennis Experience - професійний жіночий тенісний турнір, який проводився на відкритих ґрунтових кортах у 2009-2011 роках.  Турнір проходив під егідою Жіночої тенісної асоціації WTA й був частиною циклу International в рамках Туру WTA.
2021 року одноразово відбувся чоловічий турнір категорії ATP 250.

## Фінали

### Одиночний розряд
| Рік  | Чемпіонка         | Фіналістка           | Рахунок       |
| ---- | ----------------- | -------------------- | ------------- |
| 2011 | Вікторія Азаренко | Ірина-Камелія Бегу   | 6–3, 6–2      |
| 2010 | Флавія Пеннетта   | Карла Суарес Наварро | 6–2, 4–6, 6–3 |
| 2009 | Єлена Янкович     | Карла Суарес Наварро | 6–3, 3–6, 6–3 |

### Парний розряд
| Рік  | Чемпіонки                                    | Фіналістки                                      | Рахунок          |
| ---- | -------------------------------------------- | ----------------------------------------------- | ---------------- |
| 2011 | Нурія Льягостера Вівес Аранча Парра Сантонха | Сара Еррані Роберта Вінчі                       | 3–6, 6–4, [10–5] |
| 2010 | Сара Еррані Роберта Вінчі                    | Марія Кондратьєва Ярослава Шведова              | 6–4, 6–2         |
| 2009 | Клаудія Янс Аліція Росольська                | Анабель Медіна Гаррігес Вірхінія Руано Паскуаль | 6–3, 6–3         |